# Russen in Kazachstan
Met Russen in Kazachstan (Russisch: Русские в Казахстане) worden in Kazachstan wonende etnische Russen, of Kazachen van Russische afkomst aangeduid. Vooral na de 19e eeuw is het aantal Russen in de Kazachse bevolking toegenomen. Alhoewel het aantal Russen sinds het uiteenvallen van de Sovjet-Unie is afgenomen, blijven ze invloedrijk in de Kazachse samenleving. 

## Geschiedenis
Toen het Rode Leger Kazachstan tussen 1919 en 1920 bezette, creëerden de Sovjetautoriteiten de Kazachse Socialistische Sovjetrepubliek. Vanaf de jaren twintig van de twintigste eeuw werd de emigratie van Russische kolonisten naar het grondgebied aangemoedigd, terwijl de sedentarisering van de Kazachse boeren werd gedwongen. In 1927, onder het voorzitterschap van Stalin, werden de eerste Russische nederzettingen opgericht. Als gevolg van het intensieve russificatiebeleid van de Sovjet-Unie overtrof het aantal etnische Russen (en Oekraïners) het aantal inheemse Kazachen in de periode 1939-1989. De etnische samenstelling van Kazachstan werd ook veranderd door de gedwongen deportaties van andere volkeren, zoals Duitsers, Mescheten en Krim-Tataren. Sinds de val van het communisme loopt het aantal Slavische volkeren in Kazachstan echter terug.

## Verspreiding
De Russen wonen vooral in het noorden van Kazachstan, langs de grens met Rusland. In Noord-Kazachstan vormden Russen net geen meerderheid. Na het uiteenvallen van de Sovjet-Unie is het aantal Russen in Kazachstan teruggelopen, net als in de overige Centraal-Aziatische sovjetrepublieken.
| Deelgebied              | Percentage (%) | Aantal    |
| ----------------------- | -------------- | --------- |
| oblast Noord-Kazachstan | 49,53          | 274.629   |
| oblast Qostanay         | 40,97          | 357.587   |
| oblast Batıs Qazaqstan  | 36,02          | 496.557   |
| oblast Karaganda        | 35,47          | 488.945   |
| oblast Pavlodar         | 35,44          | 267.142   |
| oblast Aqmola           | 32,86          | 242.707   |
| qala Almaty             | 25,24          | 468.059   |
| oblast Oost-Kazachstan  | 19,26          | 125.613   |
| oblast Almaty           | 13,33          | 271.886   |
| qala Nur-Sultan         | 12,85          | 138.530   |
| oblast Aqtöbe           | 11,34          | 98.642    |
| oblast Jambıl           | 9,78           | 110.013   |
| qala Şımkent            | 9,18           | 92.589    |
| oblast Mañğıstaw        | 5,42           | 36.771    |
| oblast Atıraw           | 5,27           | 33.411    |
| oblast Qızılorda        | 1,84           | 14.628    |
| oblast Türkistan        | 1,79           | 35.523    |
| Kazachstan              | 19,32          | 3.553.232 |

## Religie
De meeste Russen in Kazachstan zijn, in tegenstelling tot de etnische Kazachen, christelijk (92,64%). Ongeveer 6,09% van de Russen was atheïstisch. Kleinere minderheden waren islamitisch (0,43%) of joods (0,04%).

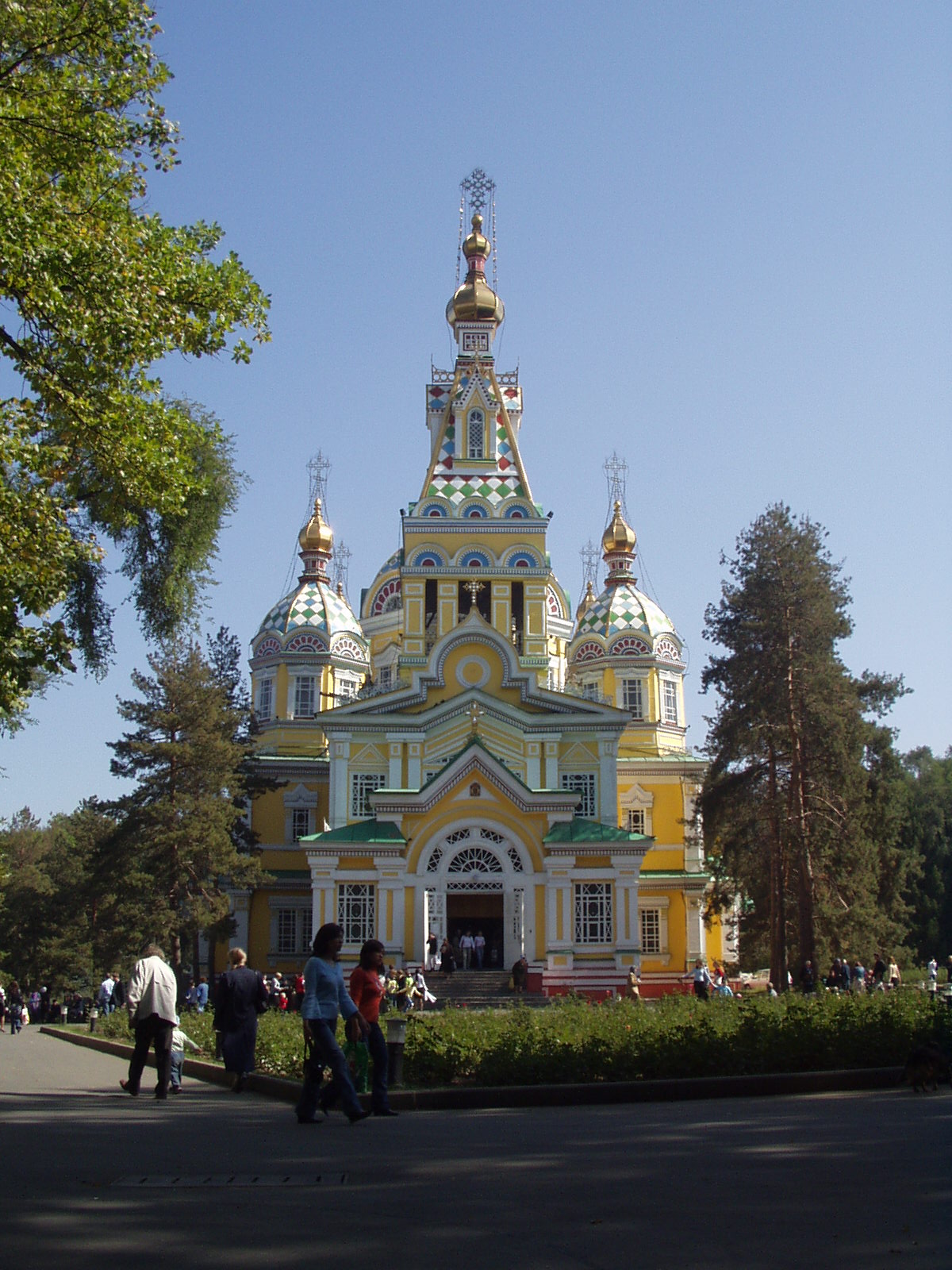
Christus Hemelvaartkathedraal (Almaty)

## Bekende Russen in Kazachstan
- Gennady Golovkin
- Vsevolod Ivanov
- Andrey Kashechkin
- Andrei Kivilev
- Lavr Kornilov
- Ruslana Korshunova
- Viktor Patsayev
- Vladimir Smirnov
- Alexander Vinokourov
- Aleksej Loetsenko